# 高津慶子
高津 慶子（たかつ けいこ、1912年2月13日 - 没年不詳）は日本の元女優。本名は池田 本子（いけだ もとこ）。

## 来歴・人物
1912年（明治45年）2月13日、大阪府大阪市西成区天下茶屋に生まれる。
1918年（大正7年）、一家と共に東京府東京市本所区緑町（現在の東京都墨田区緑及び亀沢辺り）に移り、小学校へ通う傍ら花柳流の舞踊を習う。ところが1921年（大正10年）、大阪府大阪市南区高津7番町（現在の同府同市中央区）に移住する。芸名の高津慶子はこの町名「高津」と父・慶一の「慶」を取って付けたものである。1927年（昭和2年）3月、大阪松竹楽劇部（後のOSK日本歌劇団）へ入り、『春のおどり』等の舞台に出演した。
1929年（昭和4年）7月、帝国キネマに招かれて長瀬撮影所へ入社し、松竹と連携して製作された鈴木重吉監督映画『恋のジャズ』に牧英勝の相手役で映画デビューを果たす。以後、鈴木監督作品を中心に多くの作品に出演するが、1927年（昭和2年）に築地小劇場で山本安英が主演を務めた『何が彼女をさうさせたか』のヒロイン・中村すみ子役に抜擢され、資本主義社会のカラクリに翻弄されて苦難の道を辿り、終いには放火犯にまで転落する少女を鈴木監督の下で熱演。この作品が5週間続映となり、帝国キネマにとっては1924年（大正13年）の松本英一監督映画『籠の鳥』以来の大ヒットとなり、「何が○○をさうさせたか」という文句が全国に席捲し、ベスト・テンで1位になるという付録まで付いた。
1931年（昭和6年）9月、新興キネマに改称された後も引き続き在籍し、かつてのヒット作『何が彼女をさうさせたか』の続編として同じく鈴木監督映画『何が彼女を殺したか』に再び中村すみ子役に抜擢され、刑務所を出て放浪生活を続けた後、ようやく就職した機械工場で片腕を分断する事故に遭い、鉄道心中する少女を演じた。しかし、この作品は検閲で従業員虐待に抗議したストライキ場面がカットされてしまったが、ベスト・テンで7位にランクインした。以後、新興キネマの代表的女優として多数の作品に出演し、共演した俳優は無数にある。また時代劇にも進出していたが、通俗映画に飽き足らず、健康上の理由で1932年（昭和7年）10月、専務である立花良介の慰留を振り切って退社した。
新興キネマ退社後、片岡千恵蔵プロダクションと契約。片岡千恵蔵の相手役として同年の稲垣浩監督映画『時代の驕児』等に出演。在籍期間は僅か1年であったが、千恵蔵主演作品を鮮やかに彩り、またトーキーにも出演した。
1935年（昭和10年）5月、古巣の新興キネマと契約。同年7月には専属となり、多くの作品に出演。同年、現代劇部の東京移転に伴い大泉撮影所に移籍する。ところが、新興キネマはメロドラマが中心で凡作が多く、高津の個性を発揮する作品は皆無に等しく、1938年（昭和13年）1月公開の久松静児監督映画『二人は若い』以降は次第に脇役に回るようになり、新興キネマ連携先の阪東妻三郎プロダクションの作品にも助演するが、阪東の相手役を務めたのが収穫といえば言えるに過ぎなかった。
1934年（昭和9年）、多数の作品に共演した河津清三郎と結婚。その後、河津を中心に1940年（昭和15年）3月に菅井一郎、清水将夫、田中春男、浅田健三、高野由美、草島競子、田中筆子、映画監督の高木孝一らに高津も加わり、現代劇の革新を会社に要望したが受け入れられず、一斉に退社して第一協団を結成。南旺映画と連携して数本の作品に出演するが、1941年（昭和16年）12月、第一協団が東宝映画と契約するにつれて高津は東宝の準専属となったが、戦争末期に突然河津と離婚した。
戦後も1961年（昭和36年）公開の原功監督映画『太陽を射るもの』に助演しているが、あまり知られていない。以後の消息は不明である。没年不詳。

## 出演作品
1929年
- 恋のジャズ

1930年
- 何が彼女をさうさせたか（主役）
- 踊る幻影
- 泣くな小春
- 野獣群
- 腕
- 百姓万歳

1931年
- マダムニッポン
- 若き女性に贈る（主役）
- 何が彼女を殺したか（主役）
- 曙の歌
- 酒は涙か溜息か

1932年
- 南地囃子（主役）
- 不如帰
- 天国突進
- 火の翼（主役）
- 月魄
- 愛に栄光あれ（主役）
- 彼女の運命（主役）
- 姿なき怪盗（前篇・後篇）
- 明暗三世相（前篇）
- 時代の驕児

1933年
- 刺青奇偶
- 国定忠治 旅と故郷の巻
- 堀田隼人
- 国定忠治 霽れる赤城の巻

1934年
- 男の掟
- 熱風
- 修羅時鳥（前篇）

1935年
- 忠次売出す
- 春雪白日夢
- 国を護る者日蓮
- 修羅時鳥　完結篇
- 都会の船唄
- 活人剣 荒木又右衛門
- 児故の春
- 喘ぐ白鳥
- 暁の麗人（前篇・後篇）
- 大学の獅子

1936年
- 三つの愛
- 夜明け鳥
- 残月の歌
- 大地の愛（前篇・後篇）
- 江戸秘帖
- 雷鳴（主役）
- 磯の夕波（主役）
- 母の花園（主役）
- 美人国のぞ記

1937年
- さむらひ音頭
- 女性の勝鬨
- みだれ島田（主役）
- 輝く新天地

1938年
- 二人は若い
- 声なき万歳（主役）
- 日の丸行進曲

1939年
- 評判五人娘
- 家なき娘
- 侠艶録
- 結婚問答
- 街の花売娘

1940年
- 娘の春
- 南風交響楽

1943年
- 愛の世界 山猫とみの話
- 決戦の大空へ

1961年
- 太陽を射るもの